# Kerk van Goingarijp
De Kerk van Goingarijp is een kerkgebouw in Goingarijp in de Nederlandse provincie Friesland.

## Geschiedenis
De zaalkerk uit 1770 is gebouwd ter vervanging van een eerdere kerk. Op een gevelsteen met familiewapen boven de ingang staat: Johan Vegilin van Claerbergen grietman van Doniawerstal. Zijn kleinzoon jhr. Frans van Eisinga legde op 24 april de eerste steen. Dit wordt vermeld op een memoriesteen van J. Wiarda in de buitenmuur van het koor.
Het interieur wordt gedekt door een tongewelf. Het gebrandschilderd glas is gemaakt door Ype Staak uit Sneek. Het orgel uit de jaren zestig van de 20e eeuw is gemaakt door de firma Vierdag te Enschede. In de klokkenstoel hangt een door Geert van Wou gegoten klok uit 1527.
De kerk heeft sinds 1978 geen kerkfunctie meer. Kerk en klokkenstoel zijn rijksmonumenten en zijn eigendom van Stichting Alde Fryske Tsjerken.

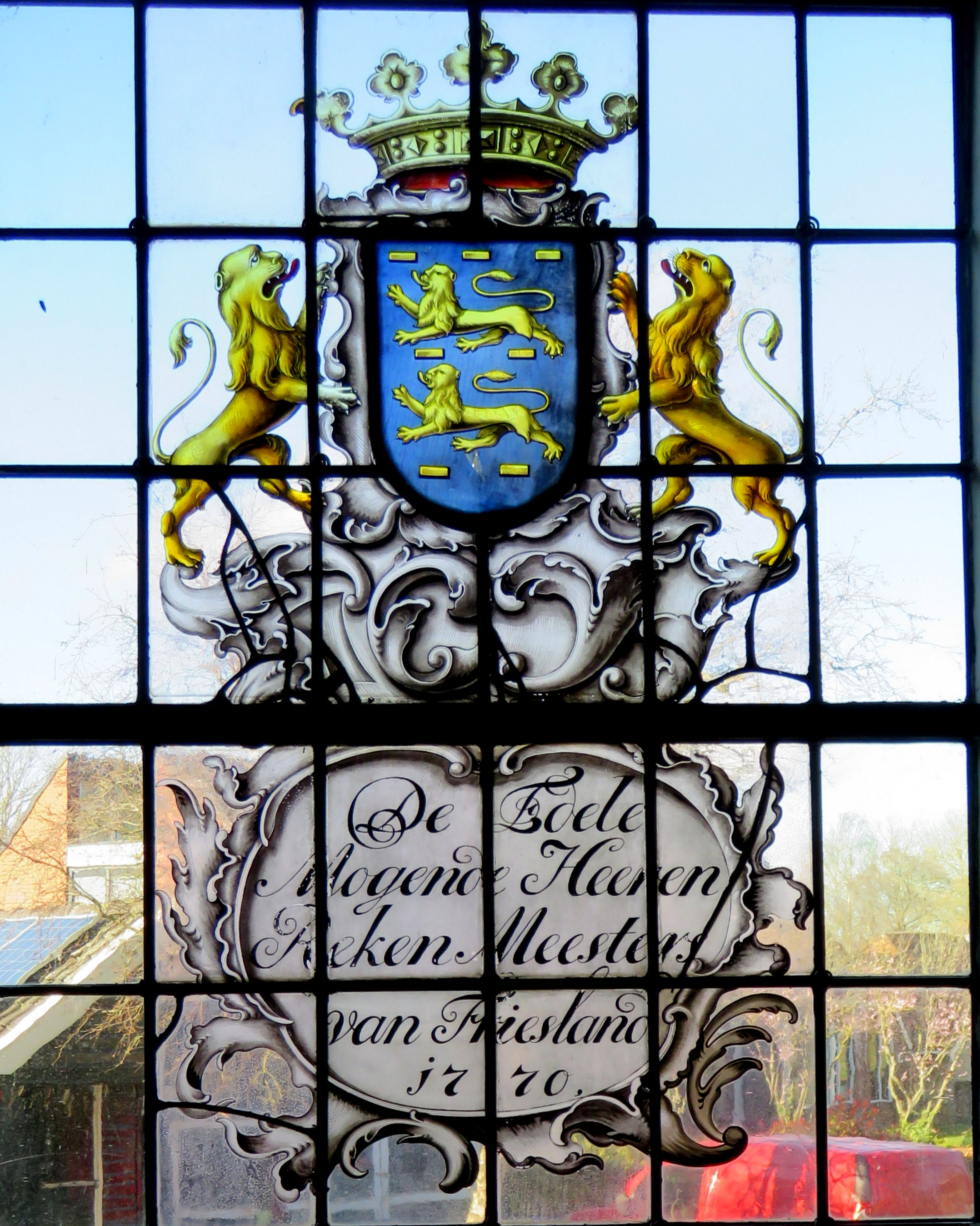
Gebrandschilderd raam
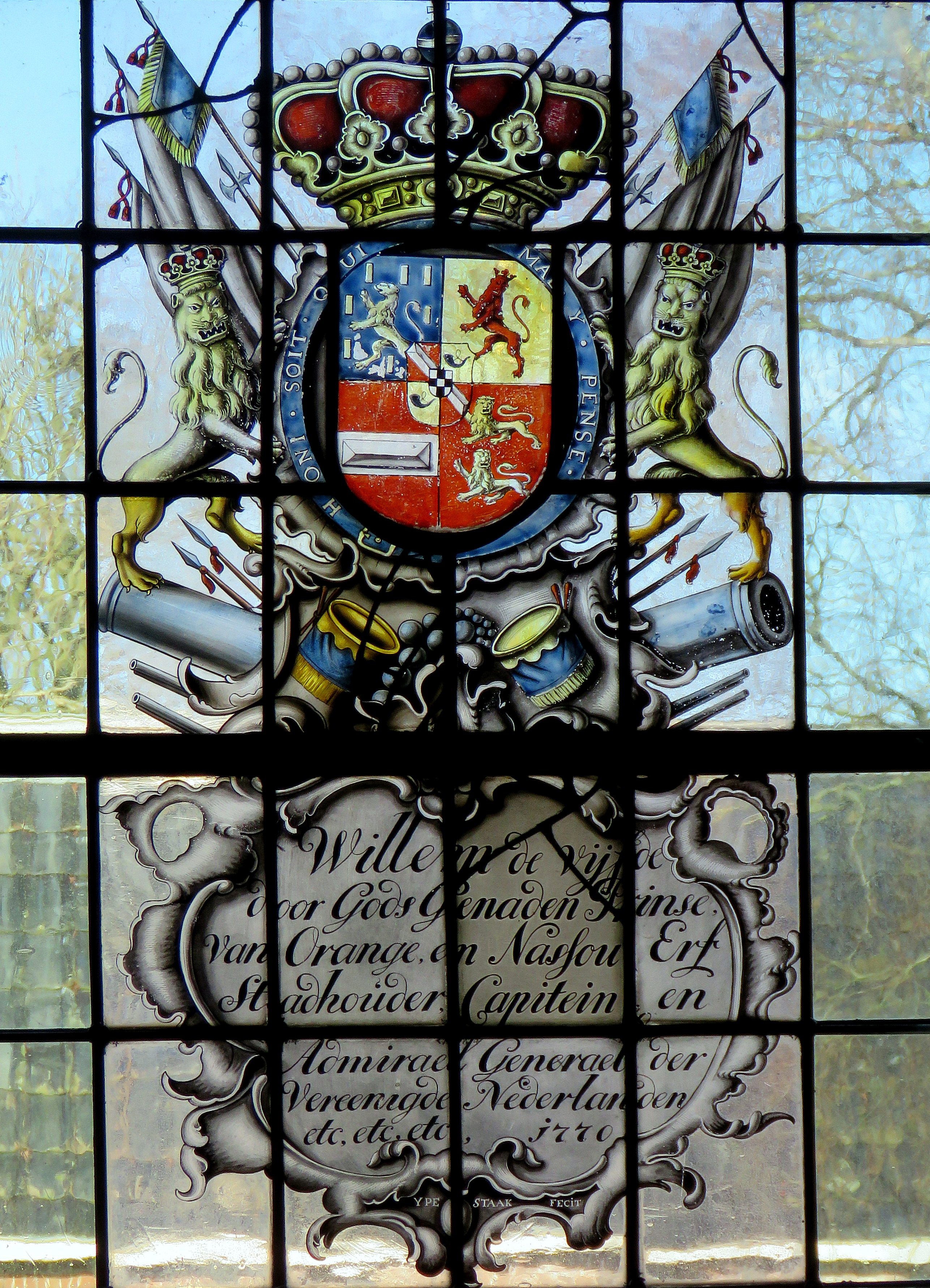
Raam Willem V
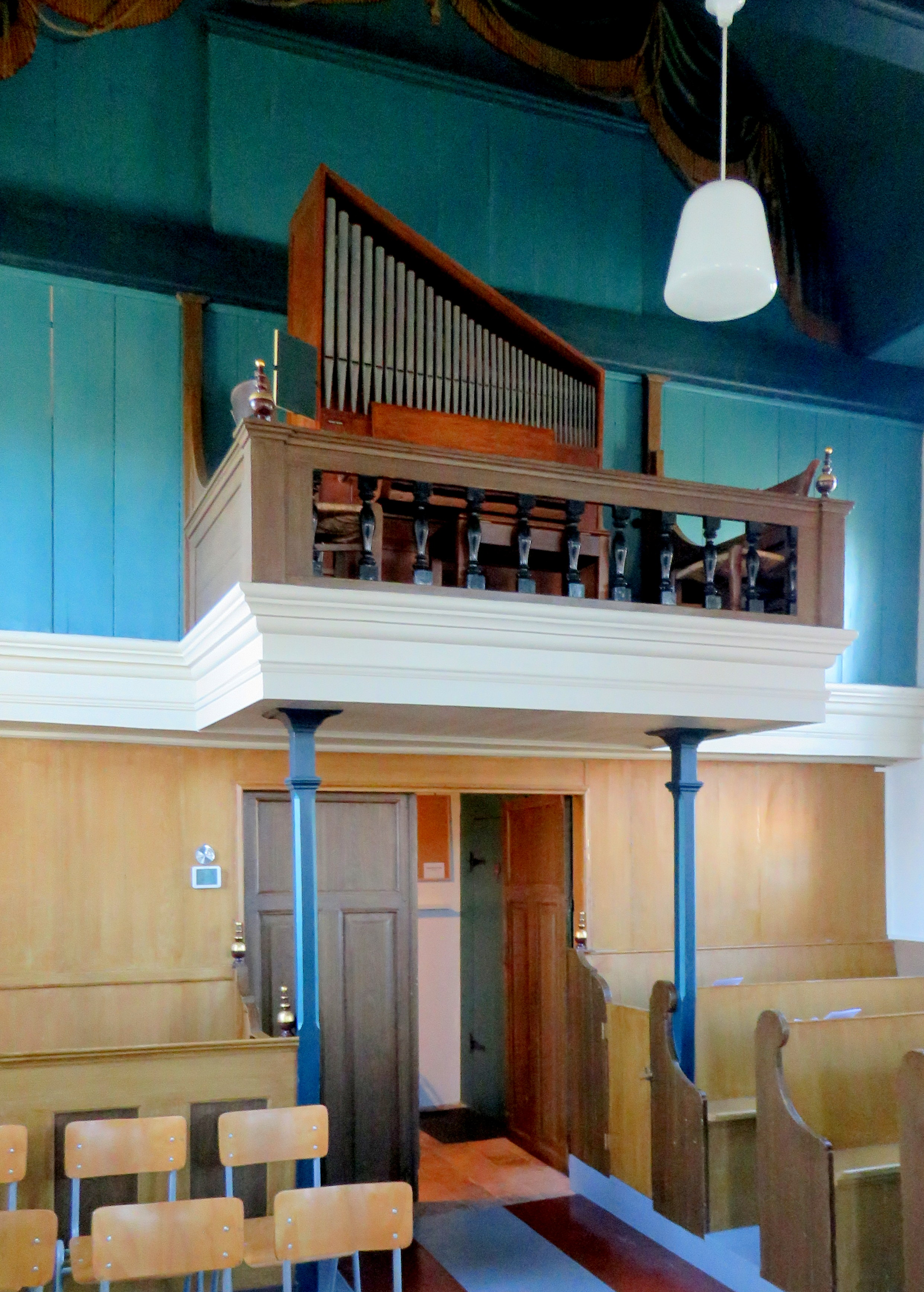
Interieur met orgel (2022)